# Глебов, Назар Семёнович
Назар Семёнович Глебов — русский военный и государственный деятель, сын боярский и воевода. Представитель дворянского рода Глебовых.

## Происхождение
Согласно «Бархатной книге», Назар был сыном Семёна Даниловича из рода Глебовых, ведущих свою родословную от московского боярина Михаила Юрьевича Сорокоума, потомка касожского князя Редеди. Однако после сопоставления периода жизни Назара Семёновича Глебова с хронологическими датами, относящимися к его предполагаемым предкам, это происхождение очень сомнительно. Более того — сохранился список Дворцовых разрядов за 7135 [1626/27] год с описанием местнического спора — в котором указано, что у князя Редиги (Редеди) было два сына и оба бездетные.

## Биография
Первоначально Назар Семёнович Глебов служил последнему великому князю рязанскому Ивану Ивановичу (1500—1521). В 1517 году великий князь рязанский Иван Иванович, пытавшийся сохранить самостоятельность Рязанского княжества от Великого княжества Московского, вступил в переговоры с крымским ханом Мехмед Гераем и даже намеревался жениться на его дочери. Великий князь московский и государь всея Руси Василий III Иванович, узнав о тайных переговорах своего подручника Ивана Ивановича Рязанского с крымским ханом, задумал арестовать последнего и аннексировать Рязанское княжество. Василий III Иванович пригласил рязанского князя приехать в Москву. Иван Иванович Рязанский вначале не хотел ехать в Москву, но ближний боярин Семён Коробьин убедил его принять приглашение. Рязанский князь прибыл в Москву, где был сразу же схвачен и заключен в темницу, обвиненный в измене и связях с крымским ханом. Во все города и крепости Рязанского княжества были присланы московские наместники с гарнизонами.
В 1521 года во время нашествия крымского хана Мехмед Герая на Русь рязанский князь Иван Иванович смог бежать из Москвы на Рязанщину, рассчитывая при помощи татарского войска вернуть себе отцовский великокняжеский престол. Иван Иванович отправил двух гонцов с посланием к своим сторонникам в Рязанской области. Однако его агенты были перехвачены, а сам князь не получил ожидаемой поддержки со стороны рязанского боярства и вынужден был бежать в литовские владения. Рязанец Дмитрий Сунбулов, захваченный в плен, на пытках сообщил, что он по приказу Ивана Ивановича должен был ехать «на Рязань к Мишурину и к Клементию Кобяковым, да к Федору Сунбулову, да к Назару Семенову сыну Глебова с братьею, да к Одувану; а велел мне им говорить, чтобы у него были в Пустыне, или в Шумаше, или в Дубровицах».
В дальнейшем рязанец Назар Семёнович Глебов находился на службе великим князьям московским Василию III Ивановичу и Ивану Васильевичу Грозному. В 1530 году Н. С. Глебов был четвертым воеводой «на Рязани за городом». В следующем 1531 году служил вторым воеводой в сторожевом полку в Рязани. 25 августа 1538 года — шестой голова "для посылок" в передовом полку под командованием князя Василия Андреевича Микулинского под Ростиславлем, в 1540 году — второй воевода в передовом полку под Рязанью.
В 1541 году Назар Семёнович Глебов находился на воеводстве в Зарайске. В том же году зарайский воевода Н. С. Глебов успешно отразил нападение татарской орды под предводительством крымского хана Сахиб Герая. Летописное повествование о подвиге Н. С. Глебова заканчивается так: «А 9 татаринов Назар Глебов живых к великому князю прислал».
В 1543-1544 годах Назар Глебов служил в чине головы сотенного. В 1552 года участвовал в походе русской армии под командованием царя Ивана Васильевича на Казанское ханство, осаде и взятии штурмом Казани. Согласно Казанскому летописцу, после взятия Казани царь приказал «мудрецам гораздым» объехать и подсчитать число убитых казанцев и русских. Царское поручение быстро исполнил воевода Рязанской земли Назарий Глебов, «мудр бе и хитр к счетному числу»: сосчитал «единем часом», «в мегновени ока», более 190000 убитых казанцев обоего пола и всех возрастов и 15355 русских.
Весной 1553 года Назар Семёнович Глебов был прислан в Москву с известиями о военных действиях царских воевод, отправленных царем на окончательное покорение Казанского ханства. В 1556-1557 году вместе с Иваном Петровичем Яковлевым находился на воеводстве в Дедилове.
В родословной дворянского рода Глебовых, потомков Облагини, упоминается некий Назарий Семенович Глебов, наместник тотемский в 1548 году, брат Глеба Семёновича Яковлева, родоначальника рода Глебовых.